# Torre de los Huevos
La torre de los Huevos, también llamada torre de los Escolapios, es uno de los torreones del recinto defensivo de la muralla de Daroca. Fue declarada monumento nacional junto con el resto del conjunto de fortificaciones de Daroca en resolución: 03/06/1931 Publicación: 04/06/1931. 

## Descripción

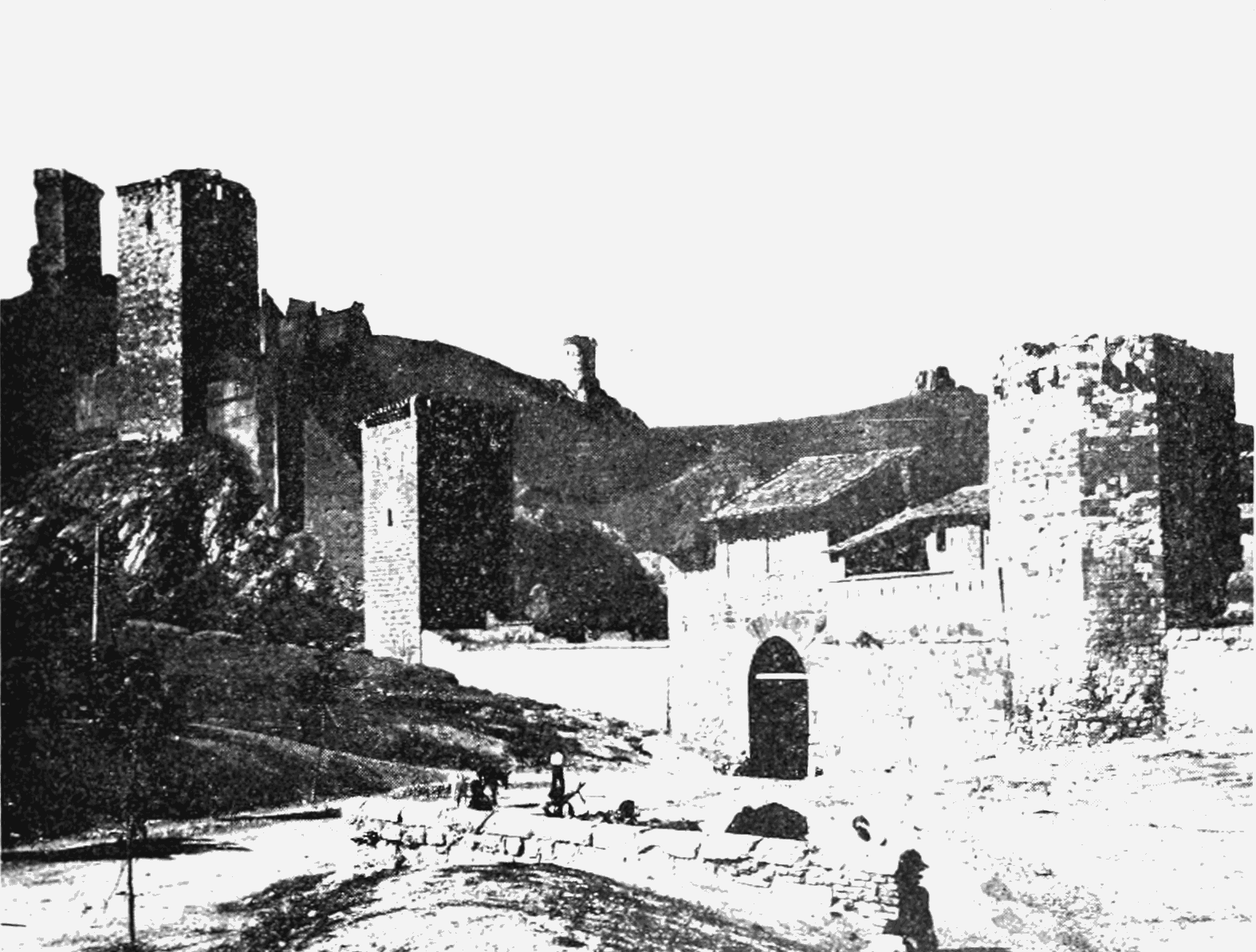
La torre de los Huevos, a la derecha de la imagen, en fotografía de 1905

Junto a la puerta Alta, de la muralla de Daroca y como refuerzo de esta, se encuentra la llamada torre de los Huevos, o de los Escolapios, llamada así por estar junto al antiguo colegio que esta orden tenía en la localidad. 
Está construido con piedra sillar y tiene planta de pentágono, presentando su parte angulada al exterior donde se conservan las ménsulas para tres buhardas en las caras que dan al exterior de la muralla.
En este torreón se instaló uno de los observatorios meteorológicos más antiguos de Aragón que fue montado por el P. Blas Aínsa Domeneque en 1884 y que empezó a funcionar en 1890, ya de la mano del P. Félix Álvarez. En su función de observatorio, en 1905 fue utilizado por una expedición estadounidense para la observación del eclipse solar ocurrido ese año.